# Id TECH5
id TECH5は、2007年6月11日（米国時間）にアメリカのゲーム開発会社id Softwareが、WWDC2007にて公表した3Dゲームエンジンの名称である。
同社としては、第5世代目のゲームエンジンとなる。ターゲットプラットフォームは、WindowsPC、Xbox 360、プレイステーション3、Mac OS Xとなっており、従来、Windows向けPCゲームのみをターゲットとしてきた同社としては大きな方向転換となる。
2011年にリリースされたRageに採用された。

## 特徴
最大の特徴は、3D空間内で使用するテクスチャ容量の上限撤廃に成功したことにある。従来、ポリゴンによって3D空間を構築する場合、常にテクスチャの容量制限による限界が存在していた。テクスチャデータは、VRAMおよびメインメモリに展開されるため、システムに搭載されるメモリの容量、グラフィックチップとのメモリ帯域幅等によって、自ずと使用できるデータ容量の上限が規定されてきた。
現在では、この制約を回避するため、汎用的に使用可能な一定のパターンのテクスチャデータ（レンガ、岩肌、石壁、等）を作成し、それを複数箇所に使い廻すことによって、使用するテクスチャデータの容量を節約するといったテクニックが、3Dゲーム制作上の必須の作業となっている。しかし、上記のようなテクニックの使用は、当然、3D空間内に不自然な構造や既視感といった違和感を発生させるものとなり、決して好ましいものではなかった。
id TECH5は、テクスチャ容量の制限を完全に廃止することにより、画面に表示される3D空間上で一切のテクスチャデータの使い回しを行わず、全てのピクセルを完全にオリジナルのデータで構成することができる。結果、3D空間内の描画を、実際の写真や絵画のように完全に自然に行う事ができる。また、プレイヤーの行動によって、3D空間内のテクスチャをピクセル単位で自由に変化させるといった従来の3Dエンジンでは不可能な処理が可能となった。
WWDC2007にて公開された技術デモでは、約20GBのテクスチャデータが使用されているという。

## ライセンス
技術ディレクターであるジョン・カーマックは、従来の同社製ゲームエンジン同様、Tech5もオープンソースで公開されるとしていたが、QuakeCon2010で、CEOトッドホーレンシードはTech5はZeniMax Media内の開発者か、同社をパブリッシャーとして契約する他社のみにライセンスされることを明らかにした。
Tech5を使用した最初のidSoftware以外から発売されるタイトルとして、2014年にZeniMax系列であるMachineGamesからWolfenstein: The New Orderがリリースされた。

## 採用タイトル
2007年8月2日（米国時間）にテキサス州ダラスで開催された id Software社主催の恒例LANパーティー「QuakeCon2007」において発表された、新作タイトル「RAGE」のゲームエンジンとして使用されている。同作は、DOOMやQuakeといった同社の過去のヒット作のフランチャイズではなく、完全な新作となっている。また、従来と同様にゲームエンジンビジネスの目玉として、他社にライセンスされていくものと思われる。

## id Software ゲームエンジンの歴史
- 初代……DOOMエンジン(id Tech)
- 2代目……Quakeエンジン(id Tech 2)
- 3代目……Quake3エンジン(id Tech 3)
- 4代目……DOOM3エンジン(id Tech 4)